# Saint-Denis-de-Villenette
Saint-Denis-de-Villenette è un comune francese di 150 abitanti situato nel dipartimento dell'Orne nella regione della Normandia.

## Società

### Evoluzione demografica
Abitanti censiti